# 2703 Родарі
2703 Родарі (2703 Rodari) — астероїд головного поясу, відкритий 29 березня 1979 року.
Тіссеранів параметр щодо Юпітера — 3,661.